# Gle Parocut
Gle Parocut är en kulle i Indonesien.   Den ligger i provinsen Aceh, i den västra delen av landet, 1 800 km nordväst om huvudstaden Jakarta. Toppen på Gle Parocut är 56 meter över havet.
Terrängen runt Gle Parocut är varierad. Havet är nära Gle Parocut västerut.Runt Gle Parocut är det ganska tätbefolkat, med 149 invånare per kvadratkilometer.